# ناحیه اوکارا
ناحیه اوکارا (به انگلیسی: Okara District) یکی از ناحیه‌های پاکستان در پاکستان است که در لاهور واقع شده‌است. ناحیه اوکارا ۴٬۳۷۷ کیلومتر مربع مساحت و ۳٬۰۳۹٬۱۳۹ نفر جمعیت دارد.